# Guldfisk
Guldfisk (Carassius auratus) är en söt- till brackvattensfisk som tillhör familjen karpfiskar. Guldfisk är en populär prydnadsfisk och hålls ofta i trädgårdsdammar och som akvariefisk. Den har sitt ursprung i Östasien, där karpfiskar under lång tid förekommit i fiskodling. Guldfisk domesticerades först i Kina för över 1 000 år sedan och började genom selektiv avel på guldfärgade individer (guldkarp) odlas som prydnadsfisk. En mängd odlingsvarianter med varierande form och färg har sedan dess avlats fram och idag finns över 300 odlingsvarianter.

## Utbredning
Guldfisken härstammar ursprungligen från Östasien. Den betraktas som invasiv art i många delar av världen där den introducerats som prydnadsfisk och senare oavsiktligt sluppit ut eller avsiktligt släppts ut i naturen.

## Utseende
Den odlingsvariant som brukar kallas för "vanlig guldfisk" skiljer sig till färgen från vildlevande guldfisk som är gråaktig, men har samma kroppsform, det vill säga saknar överdrivna anatomiska drag. Färgen på "vanlig guldfisk" kan vara röd, gul, svart eller vit och i dessa nyanser kan den vara helfärgad, fläckig eller spräcklig, som röd-vit, gul-vit eller röd-svart-vit. Avelsformer som avlas utifrån anatomiska särdrag inkluderar varianter med förlängda fenor, slöjfenor, dubbla stjärtfenor, utstående ögon, bubbelögon, utmärkande huvudform eller fjällform, äggformad kropp och dylikt. Avelsformer med extrema anatomiska särdrag är oftast inte lika robusta som den vanliga guldfisken och de mest extrema avelsformerna kan ha svårt att simma och klarar sig inte i naturen.

## Avel och avelsformer
Eftersom den typiska guldfärgen hos odlad guldfisk egentligen inte bara är en "färg", utan en förutsättning för en viss ljusreflektion i fjällen, som inte följer de vanliga enkla nedärvningsreglerna, så är avelsarbetet för att förfina denna kvalitet en pågående process. 
I varje kull guldfiskar finns "sämre" färgade exemplar, och håller man guldfiskar en tid i en damm, så blir de undan för undan mer och mer grå som vildfärgade guldfiskar, i synnerhet som fåglar och andra rovdjur först brukar ta de fiskar som inte har en ändamålsenlig kamouflagefärg. 
Den vanliga sortens odlad guldfisk hålls oftast i dammar och kan övervintra i dessa, bara de inte bottenfryser. De kan också tas in på vintern och övervintra i stora akvarier eller större vattenbehållare. Känsliga avelsformer brukar hållas i akvarium.
Ur den vanliga guldfisken odlades senare nya varianter fram, som slöjstjärten. Slöjstjärtarnas avel har tagit sig form i exempelvis äggfisken, teleskopögat, japanska varianter såsom ranchu, oranda, ryukin och många flera. Slöjstjärt är genetiskt och systematiskt fortfarande att betrakta som guldfisk och även deras avkomma antar snabbt den normala guldfiskformen om de odlas utan selektion.
Comet är en guldfiskvariant med lång praktfull stjärtfena. 
Shubunkin är en guldfiskvariant med spräcklig färgteckning i olika färger.

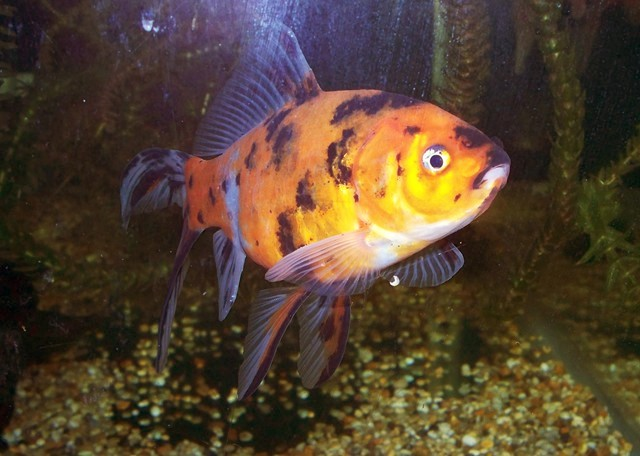
Guldfisk, så kallad Shubunkin.